# Жеребилівка (Могилів-Подільський район)
Жеребилі́вка — село в Україні, у Яришівській сільській громаді Могилів-Подільського району Вінницької області. Населення становить 459 осіб.
Розташоване по обидва боки річки Лядова (притока Дністра), за 10 кілометрів від залізничної станції Вендичани.

## Історія
7 (20) листопада 1917 року, відповідно до Третього Універсалу Української Центральної Ради, увійшло до складу Української Народної Республіки.
12 червня 2020 року, відповідно до Розпорядження Кабінету Міністрів України від № 707-р «Про визначення адміністративних центрів та затвердження територій територіальних громад Вінницької області», увійшло до складу Яришівської сільської громади.
19 липня 2020 року, в результаті адміністративно-територіальної реформи та ліквідації Могилів-Подільського району (1923 — 2020), село увійшло до складу новоутвореного Могилів-Подільського району.

## Населення

### Мова
Розподіл населення за рідною мовою за даними перепису 2001 року:
| Мова       | Відсоток |
| ---------- | -------- |
| українська | 96,95%   |
| російська  | 2,61%    |
| румунська  | 0,44%    |